# هاسدومن (سیریک)
هاسدومن (ترکی استانبولی: Hasdümen) یک محله در ترکیه است که در ناحیهٔ سریک، آنتالیا واقع شده است. جمعیت این محله تا سال ۲۰۲۲ برابر با ۲۶۲ نفر بوده است.